# Caderno

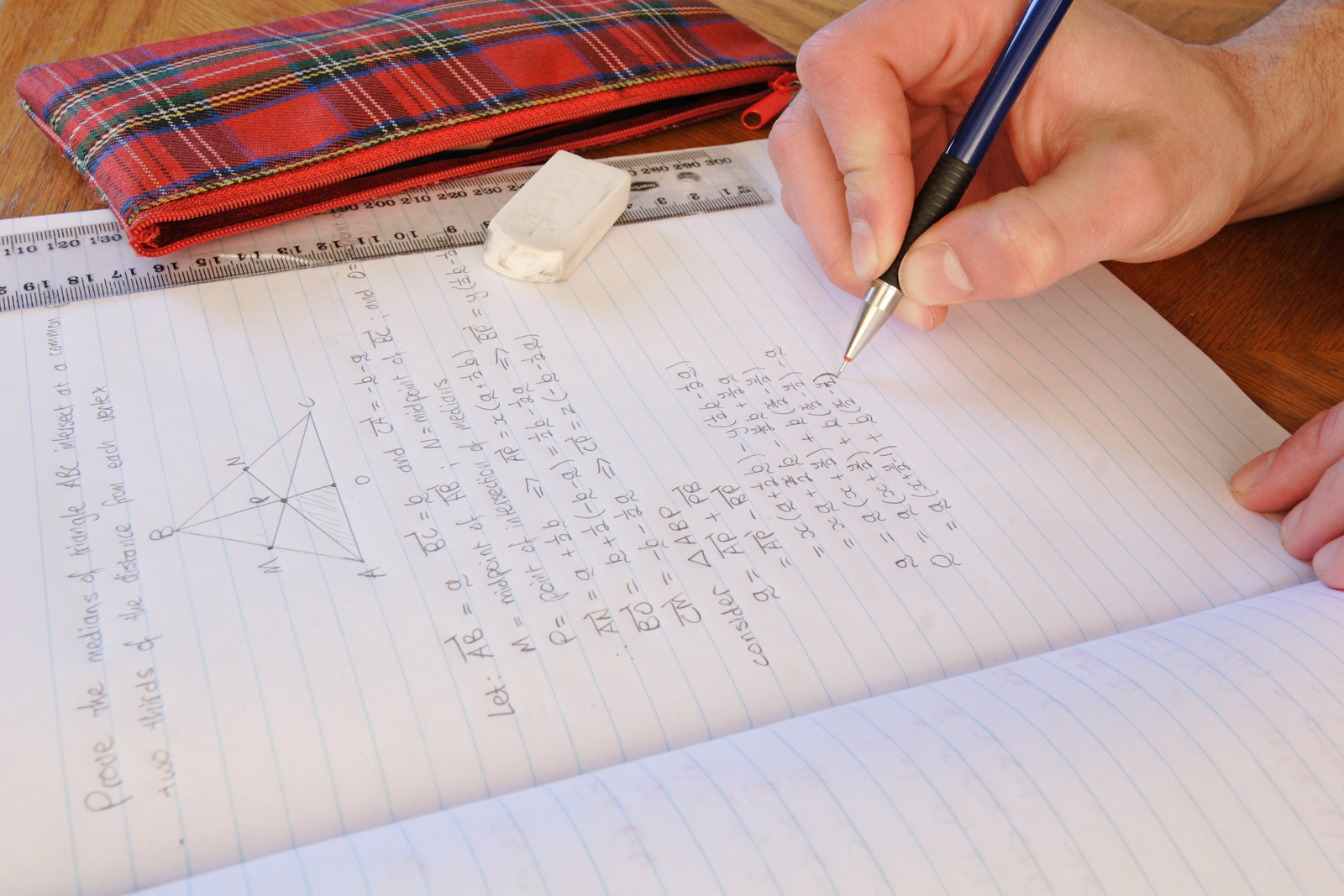

Caderno é um artigo escolar e domiciliar, geralmente vendido em papelarias e livrarias, cujo uso é didático ou de lembrete. Os principais usuários são crianças e jovens em idade escolar.
Existem cadernos com várias capas, materiais, preços e tamanhos. Os cadernos mais comuns são os de brochura (tamanho reduzido, capa impressa numa única folha, cujo conteúdo é grampeado pelo centro), universitário (maior, com espiral para fixação da folha), capa dura (qualquer caderno cuja capa seja feita de papelão resistente em alta gramatura) e o quadriculado (utilizado por crianças em aulas de matemática e de desenho). Outro tipo de caderno também comum é o de caligrafia, onde a criança aperfeiçoa a escrita e a legibilidade das letras, definindo a maneira mais agradável e correta de se trabalhar caracteres maiúsculos e minúsculos.

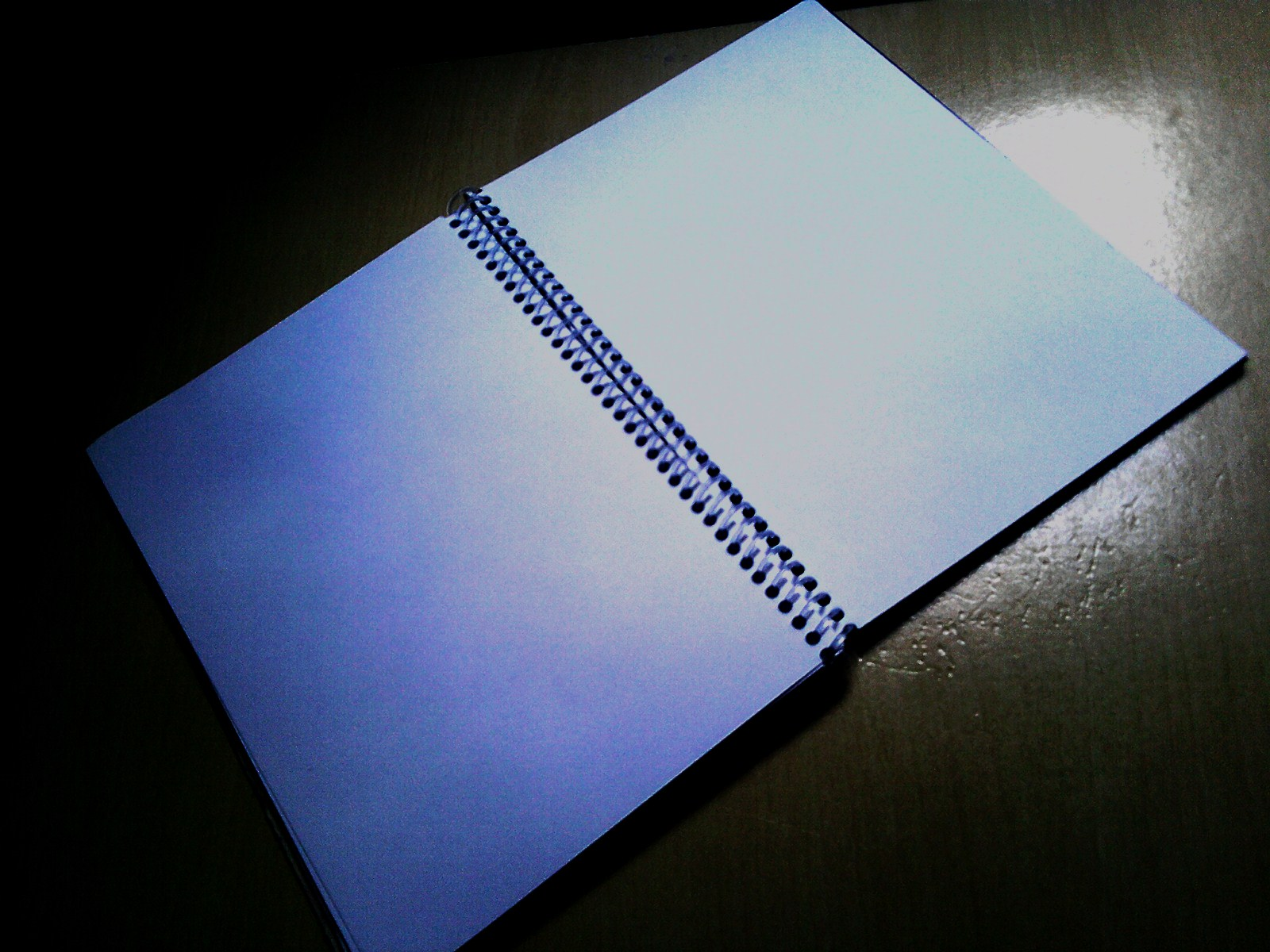
Exemplo de Caderno sem linhas

## História
Evidências históricas apontam que o primeiro objeto de anotação portátil foi criado pela civilização Suméria, por volta de 3500 a.C. a 3000 a.C, na Antiga Mesopotâmia. Tendo como principal funcionalidade o registro cotidiano, econômico e administrativo. Consistia em uma tábua de argila que era lapidada com o uso da cunha, e seca ao Sol ou fogo para ser guardada.
Posteriormente, com a criação da linguagem denominada Hieróglifos, no Antigo Egito, é inventado o Papiro, um longo rolo feito de fibras da planta  Cyperus papyrus. Seu principal uso era compor tumbas de mortos, sob a crença que o espirito dos falecidos poderia lê-lo. Como uso secundário, registros econômicos, escritos religiosos e material didático como guias de magia.
O papiro se difundiu pelas civilizações e passou a ser aperfeiçoado no Japão, com a criação da técnica de encadernação, que consistia em unir papiros soltos utilizando capas. A encadernação amadureceu com novos meios de execução criados por monges, no período da Idade Média, tornando os cadernos mais compactos e portáteis. O trabalho realizado pelos monges resumia-se a confecção de livros sagrados, que era feita de forma totalmente manual.
Com a criação da Prensa móvel, a escrita passou a ser automatizada, o que popularizou a leitura devida a facilidade na distribuição do material, aumentando assim, seu valor na sociedade, possibilitando uma série de inovações futuras que dariam origem aos cadernos atuais.

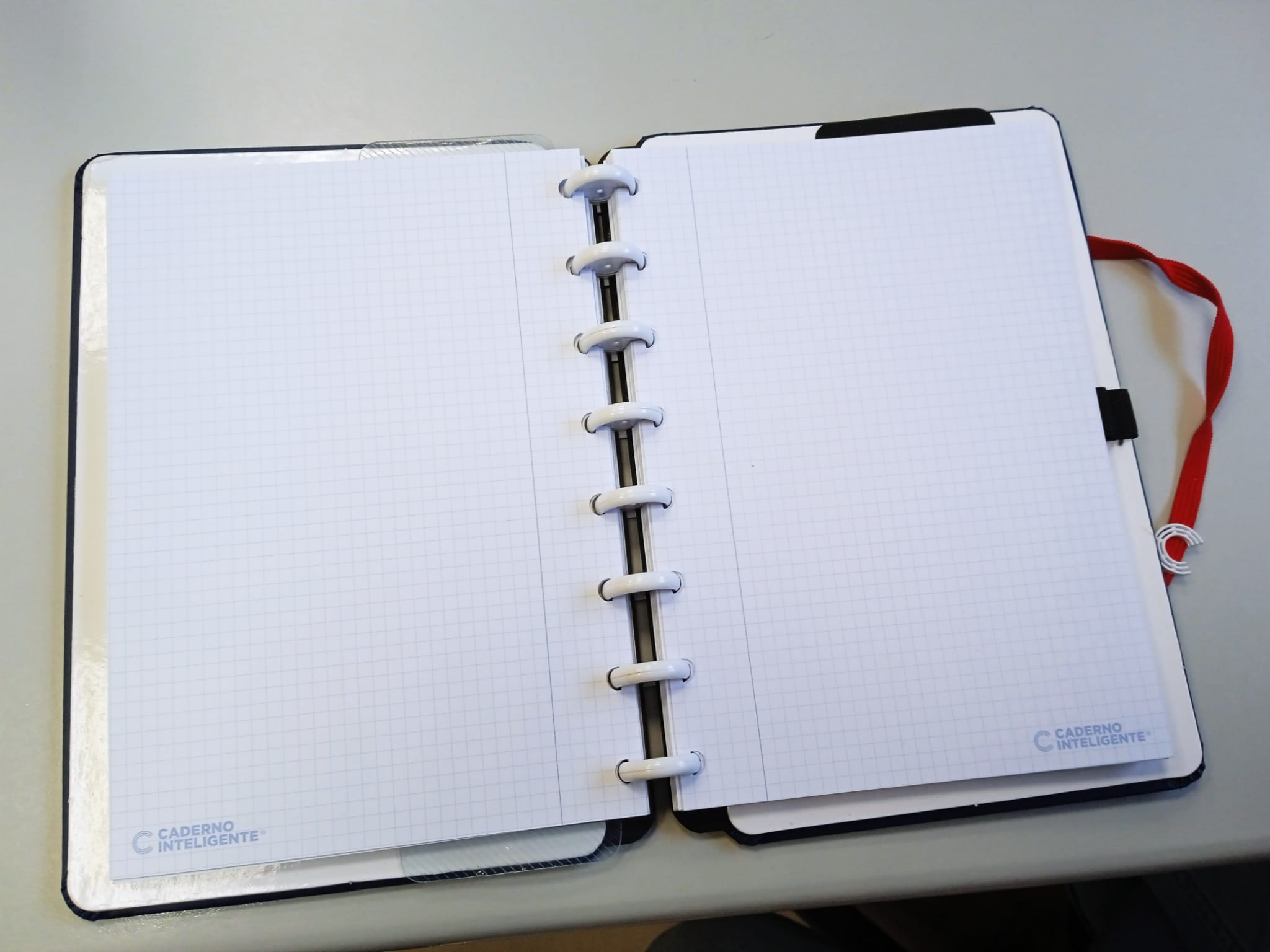
Caderno de Discos brancos e folhas quadriculadas - Caderno Inteligente

Com o passar dos anos o caderno tradicional tem sofrido alterações para se tornar num artigo escolar pessoal e personalizado ao estilo de cada um. Estas alterações surgem com o aparecimento do Sistema Discbound que permite retirar e recolocar tanto as folhas como as capas. Atualmente são chamados de Cadernos de Discos, com várias marcas a comercializar e trabalhar esta revolução da Papelaria do sec. XXI. A marca original do Brasil: Caderno Inteligente foi pioneira neste sistema inovador.